# Ramsey Nijem
Ramsey Nijem (Concord, 1 de abril de 1988) é um lutador de MMA que atualmente compete na categoria Peso Leve do Ultimate Fighting Championship. Nijem foi um dos finalistas do The Ultimate Fighter: Team Lesnar vs. Team dos Santos.

## Carreira no MMA
Nijem começou seu treinamento com Riven Academy of MMA em 2008. Nijem fez sua estréia profissional em 18 abril de 2008 derrotando Ryan Miller por finalização no primeiro round após aplicar um mata-leão. Depois de entrar em hiato por 19 meses, voltou e perdeu para Gordon Bell por finalização (chave de braço) com apenas 21 segundos do primeiro round.
Apenas um mês depois de sua primeira derrota ele derrotou Logan Hancock por decisão unânime, obtendo um cartel profissional de 2-1. Ramsey gravou sua primeira vitória por nocatue técnico em abril de 2010, derrotando Eric Uresk no Showdown Fights: Burkman vs. Paul. Ele fez sua estréia no Peso Leve contra Scott Casey, vencendo a luta por finalização no primeiro round.

### The Ultimate Fighter
Em 2011, Nijem assinou com o UFC para participar do The Ultimate Fighter: Team Lesnar vs. Team dos Santos.
Nijem foi a quarta escolha do time de Júnior Cigano. Nas lutas eliminatórias, Nijem enfrentou o veterano do Bellator, Charlie Rader. No primeiro round, Nijem pressionou Rader o tempo todo e conseguiu encaixar uma mata-leão no início do segundo round.
Nijem foi selecionado para lutar contra Clay Harvison nas quartas de final. Nijem venceu a luta por mata-leão com menos de um minuto de luta.  Nas semifinais, Nijem lutou contra Chris Cope, derrotando-o por nocaute técnico no segundo round. A vitória o levou para a final contra Tony Ferguson.

## Ultimate Fighting Championship
Nijem fez sua estreia oficial no UFC no The Ultimate Fighter 13 Finale contra Tony Ferguson para definir o vencedor do The Ultimate Fighter 13. Nijem perdeu por nocaute no primeiro round.
Nijem enfrentou Danny Downes em outubro de 2011 no UFC 137 e venceu por decisão unânime (30-25, 30-26, 30-27).
Nijem era esperado para enfrentar o nigeriano Anthony Njokuani no UFC 141.  No entanto, Nijem foi forçado a deixar o card por causa de uma lesão e foi substituído por Danny Castillo.
Nijem enfrentou o então estreante na promoção, C.J. Keith em 22 de junho de 2012 no UFC on FX: Maynard vs. Guida. Ele venceu por nocaute técnico no primeiro round.
Nijem enfrentou Joe Proctor no UFC on Fox: Henderson vs. Diaz. Ele venceu por decisão unânime.
Nijem enfrentou Myles Jury no UFC on Fox: Henderson vs. Melendez. Nijem perdeu por nocaute no segundo round.
Nijem enfrentou James Vick em agosto de 2013 no UFC Fight Night: Shogun vs. Sonnen. Nijem perdeu por finalização aos 58 segundos do primeiro round.
Nijem enfrentou o seu parceiro de TUF Justin Edwards no UFC Fight Night: Rockhold vs. Philippou. Ele venceu por decisão unânime]].
Nijem enfrentou Beneil Dariush em abril de 2014 no UFC Fight Night: Nogueira vs. Nelson. Ele venceu a luta por nocaute técnico no primeiro round. Sua vitória avassaladora lhe concedeu o prêmio de Performance da Noite.
Nijem enfrentou o brasileiro Carlos Diego Ferreira no dia 30 de agosto de 2014 no UFC 177. Ele foi derrotado por nocaute técnico no segundo round.
Nijem era esperado para enfrentar Erik Koch em 25 de Julho de 2015 no UFC on Fox: Dillashaw vs. Barão II, no entanto, uma lesão tirou Koch da luta e ele foi substituído pelo estreante Andrew Holbrook. Ele saiu da luta derrotado por uma polêmica decisão dividida.

## Campeonatos e títulos

### MMA
- Ultimate Fighting Championship
  - Finalista do The Ultimate Fighter 13
  - Performance da Noite (Uma vez)

## Cartel no MMA
| Cartel no MMA   |            |            |
| 15 lutas        | 9 vitórias | 6 derrotas |
| Por nocaute     | 3          | 3          |
| Por finalização | 2          | 2          |
| Por decisão     | 4          | 1          |

| Res.    | Cartel | Oponente              | Método                       | Evento                                  | Data       | Round | Tempo | Local                     | Notas                            |
| ------- | ------ | --------------------- | ---------------------------- | --------------------------------------- | ---------- | ----- | ----- | ------------------------- | -------------------------------- |
| Derrota | 9-6    | Andrew Holbrook       | Decisão (dividida)           | UFC on Fox: Dillashaw vs. Barão II      | 25/07/2015 | 3     | 5:00  | Chicago, Illinois         |                                  |
| Derrota | 9-5    | Carlos Diego Ferreira | Nocaute Técnico (Socos)      | UFC 177: Dillashaw vs. Soto             | 30/08/2014 | 2     | 1:53  | Sacramento, Califórnia    | Luta da Noite.                   |
| Vitória | 9–4    | Beneil Dariush        | Nocaute Técnico (socos)      | UFC Fight Night: Nogueira vs. Nelson    | 11/04/2014 | 1     | 4:20  | Abu Dhabi                 | Performance da Noite             |
| Vitória | 8–4    | Justin Edwards        | Decisão (unânime)            | UFC Fight Night: Rockhold vs. Philippou | 15/01/2014 | 3     | 5:00  | Duluth, Georgia           |                                  |
| Derrota | 7–4    | James Vick            | Finalização (guilhotina)     | UFC Fight Night: Shogun vs. Sonnen      | 17/08/2013 | 1     | 0:58  | Boston, Massachusetts     |                                  |
| Derrota | 7–3    | Myles Jury            | Nocaute (soco)               | UFC on Fox: Henderson vs. Melendez      | 20/04/2013 | 2     | 1:02  | San Jose, California      |                                  |
| Vitória | 7–2    | Joe Proctor           | Decisão (unânime)            | UFC on Fox: Henderson vs. Diaz          | 08/12/2012 | 3     | 5:00  | Seattle, Washington       |                                  |
| Vitória | 6–2    | C.J. Keith            | Nocaute Técnico (socos)      | UFC on FX: Maynard vs. Guida            | 22/06/2012 | 1     | 2:29  | Atlantic City, New Jersey |                                  |
| Vitória | 5–2    | Danny Downes          | Decisão (unânime)            | UFC 137: Penn vs. Diaz                  | 29/10/2011 | 3     | 5:00  | Las Vegas, Nevada         |                                  |
| Derrota | 4–2    | Tony Ferguson         | Nocaute (socos)              | The Ultimate Fighter 13 Finale          | 04/06/2011 | 1     | 3:54  | Las Vegas, Nevada         | Perdeu o The Ultimate Fighter 13 |
| Vitória | 4–1    | Scott Casey           | Finalização (mata-leão)      | Showdown Fights: Respect                | 10/09/2010 | 1     | 2:48  | Orem, Utah                | Estreia no Peso Pena             |
| Vitória | 3–1    | Eric Uresk            | Nocaute Técnico (socos)      | Showdown Fights: Burkman vs. Paul       | 23/04/2010 | 2     | 4:02  | Orem, Utah                |                                  |
| Vitória | 2–1    | Logan Hancock         | Decisão (unânime)            | Throwdown Showdown 5: Homecoming        | 20/11/2009 | 3     | 5:00  | Orem, Utah                |                                  |
| Derrota | 1–1    | Gordon Bell           | Finalização (chave de braço) | Xtreme Combat                           | 24/10/2009 | 1     | 0:21  | Richfield, Utah           |                                  |
| Vitória | 1–0    | Ryan Miller           | Finalização (mata-leão)      | Throwdown Showdown 1                    | 18/04/2008 | 1     | 2:15  | Orem, Utah                |                                  |